# Palau dels Celestins (Lecce)
El Palau dels Celestins és un monument barroc de Lecce i és l'actual Palau de Govern. El palau i la basílica de Santa Croce constitueixen un sol complex.

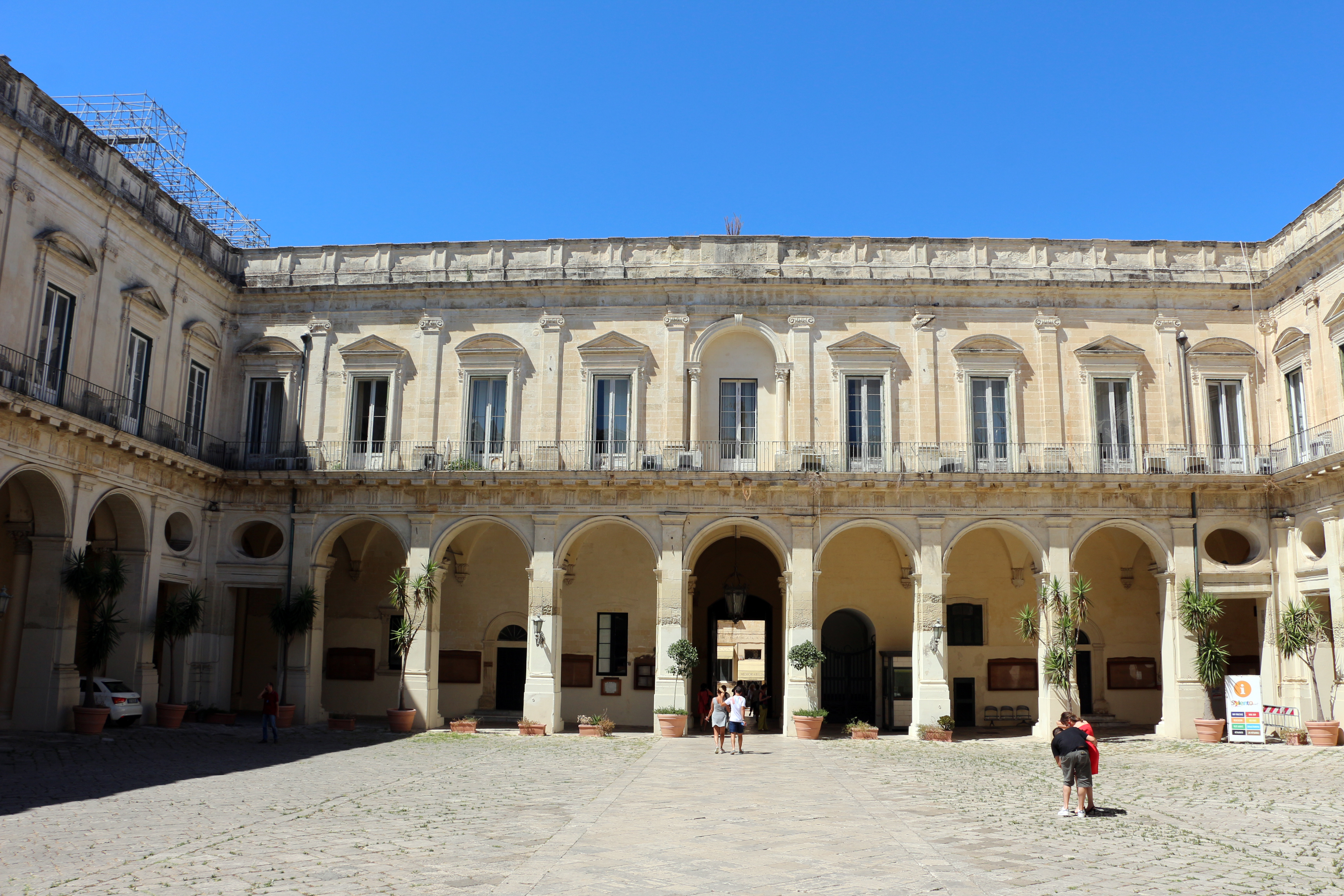
L'atri del palau del celestins

El 1353, el comte Gualtiero VI va fer generoses donacions als monjos per a la fundació de la seva Església i Convent en el lloc on avui es troba el castell. En 1539, Carles V va voler expandir i enfortir el castell i va demolir els edificis sagrats. La construcció del convent es va iniciar el 1659. Les obres es van completar en 1695. L'edifici és atribuït a l'arquitecte Lecce Giuseppe Zimbalo. L'atri del convent es troba emmarcat per 24 arcs en 44 columnes, sobre las que, en la restauració del 1811, es varen col·locar uns pedestals sobre els quals discorre un balcó. En els capitells i en les voltes hi ha tallades lletres inicials mai desxifrades i diversos escuts d'armes de diverses families. La façana molt elegant està plena de decoracions que emmarquen les vint finestres, de les quals dues a la part superior tenen balustrades.